# آنا وايتلوك
آنا وايتلوك (بالسويدية: Anna Whitlock)، عاشت في الفترة ما بين (13يونيو/حزيران 1852) و(16 يونيو/حزيران 1930)، عملت أستاذة في طرائق التدريس، صحفية، نسوية سويدية ومن الداعمات لحق المرأة في الاقتراع، كانت من المؤسسين المشاركين للجمعية الوطنية للمطالبة بحق المرأة في الاقتراع واستملت رئاستها لفترتين.

## نشأتها
آنا وايتلوك ابنة التاجر غوستاف وايتلوك وصوفي فورسغرين، أختها النسوية إلين وايتلوك (1848-1936). كان والدها رجل أعمال معتدل، لكن عندما تدهورت أعماله كانت والدتها هي من تدعم العائلة، كانت أصغر من والدها بعدة سنوات، علّمت آنا نفسها ذاتيًا، فأتقنت التصوير وعملت كمترجمة لدعم العائلة. ويُقال بأنها أولت جُلّ اهتمامها بقضايا المرأة من أمها، وبعد أن أورثتها ذلك، اتجهت أمها صوفي وايتلوك نحو مجال البناء، وأنشأت أبنية سكنية للمهنيات، وعملت سكرتيرة في جمعية فريدريكا بريمر والتي تُعد أقدم منظمة لحقوق المرأة في السويد.
درست آنا وايتلوك في برنامج السيدة روسنادر لتعليم وتطوير المرأة في السويد، كما عملت أستاذة في مدرسة أدولف فريدريك الابتدائية في ستوكهولم في الفترة بين (1869م-1870م)، وكمربية في فنلندا في الفترة بين (1870م-1872م) وذلك قبل أن تلتحق بالمدرسة الملكية كطالبة فيها -أول مؤسسة عامة للتعليم الأكاديمي العالي مفتوحة للنساء في ستوكهولم السويد-، والتي تخرجت منها عام 1875م. درست آنا وايتلوك أيضًا اللغة والتربية في سويسرا وإيطاليا وفرنسا (1876م-1878م). عملت كمراسلة في صحيفة أفتون بلادت في باريس وذلك أثناء دراستها في فرنسا.

## الإصلاح التعليمي
عام 1878م، أسست آنا وايتلوك بالتعاون مع إلين كي مدرسة في ستوكهولم، والتي عُرفت لاحقًا باسم (مدرسة ستوكهولم الجديدة للتعليم المختلط) وسمّيت وقت لاحق تحت اسم (مدرسة وايتلوك للتعليم المختلط)، لتشغل منصب الإدارة حتى عام 1918م. كانت تلك المدرسة رائدة وأصبحت الدراسة فيها مختلطة عام 1893م. كانت المدرسة تقدمية جدًا، لأن المدارس الابتدائية حينها لم تكن مختلطة في السويد، وبالتالي أصبحت المدرسة الأولى من نوعها على مستوى التعليم الابتدائي المختلط. قدمت المدرسة ابتكارات كمجلس الطلاب، أيام أولياء الأمور، الاختيار الحر للموضوع، التعليم التطوعي في الدين وتنظيم رحلات وتجمعات أطفال المدارس في العطلة. وبسبب التقيد الشديد في التسامح الديني، أصبحت مدرستها شعبية لغير اللوثريين كاليهود، وحظيت بالنجاحات بعد دعمها حكوميًا وإعطائها الصلاحيات لإصدار شهادات مهنية.

## الإصلاح الاجتماعي وحق الاقتراع
كانت آنا وايتلوك نشطة في العمل السياسي والإصلاح والنقاش العام، وُصفت بأنها شخصية ليبرالية مُحدثة باستمرار مع وجهات نظر تقدمية معاصرة، وكانت عضوًا في مجلس إدارة جمعية الحرية الدينية لعدة سنوات في ثمانينيات القرن التاسع عشر. كمتحدثة؛ صرحت عن آرائها الليبرالية فيما يتعلق بالديانة ونشرت عملًا حول هذه المسألة: (موقف المدرسة فيما يتعلق بتدريس الدين في السويد ودول أخرى). كان موضوع الدين في ذلك الوقت ينحصر عادة بتعلم الطالب لدينه، دين الدولة ولا شيء آخر غير ذلك. عارضت وايتلوك هذا الأمر وجعلته طوعًا لمن يريد تعلم باقي الأديان في مدرستها، كما كانت نشطة كمتحدثة في الجغرافيا في مؤسسة عمال ستوكهولم في الفترة بين (1882م – 1897م) وكانت عضوًا في مجلس إدارة جمعية (المرأة المتحررة) والمعروفة الآن باسم (جمعية المرأة السويدية اليسارية) في الفترة بين (1914م – 1923م).
عُرفت آنا وايتلوك كواحدة من رائدات القياديين في حركات المطالبة بحق المرأة في الاقتراع في السويد. كما كانت واحدة من المشاركين في تأسيس الجمعية الوطنية لحق المرأة في الاقتراع. وبخصوص هذا الشأن قُدم اقتراحين إلى البرلمان السويدي في عام 1902م كان أحدهما من وزير العدل هيلمار همرشولد طالب فيه أن يُمنح الرجال المتزوجين صوتين في الاقتراع، حيث بالإمكان اعتبارهم يصوتون نيابة عن زوجاتهم أيضًا. في حين أن الاقتراح الثاني والذي قدمه كارل ليندهاجين يطالب أن يكون للمرأة حق في التصويت، وبين هذين الاقتراحين تشكلت حملات دعم لحركة مُقترح كارل ليندهاجين كون أن الاقتراح الأول الذي قدمه وزير العدل أثار الغضب بين جموع نشطاء حقوق المرأة. في يونيو/حزيران 1902 تأسست الجمعية الوطنية للمطالبة بحق المرأة بالتصويت، بدأت ضمن مجتمع ستوكهولم المحلي، لتصبح منظمة وطنية في العام التالي.
كانت عضوًا في مجلس الإدارة وشغلت منصب رئاستها مرتين في (1903م-1907م) و (1911م-1912م)، كتبت أول مناشدة لنساء السويد لتشكيل حركة للمطالبة بحق الاقتراع في الصحافة، ونظمت قوانين الجمعية، كانت تربطها علاقة وثيقة بنائب رئيسها سيجني بيرغمان وكانت ذات احترام لقدرتها على الوقوف في الحياد السياسي للجمعية بالرغم من كونها شخصية ليبرالية.
في عام 1911م الوقت الذي أُجبرت فيه حركة المطالبة بحق الاقتراع اتخاذ موقف سياسي ضد المُحافظين، كونه الحزب الوحيد الذي كان يعارض حق المرأة في التصويت في ذلك الوقت؛ تنحّت ليديا ولستروم عن منصبها كرئيسة للجمعية الوطنية لحق المرأة في الاقتراع لتُبقيها على الحياد، وهذا ما جعل آنا وايتلوك تتولى منصب الرئاسة للفترة الثانية لها عام 1911م.
في عام 1905م أسست منظمة المنزل السويدي للنساء (Svenska hem) وهي جمعية تعاونية لضمان جودة الطعام. ولاتزال هذه الجمعية موجودة حتى يومنا هذا.

## الجوائز
نالت آنا وايتلوك الميدالية الملكية السويدية والتي تُسمى عادة (Illis Quorum) من قِبل ملك السويد غوستاف الخامس عام 1918م.

## إرثها
بعد توقف مدرستها عام 1976م، تأسست مؤسسة آنا وايتلوك التذكارية (Anna Whitlocks Minnesfond) ومازالت توفر منحًا دراسية للطلاب.

## في الثقافة الشعبية
كانت الشخصية الرئيسية في المسلسل التلفزيوني Fröken Frimans krig" (Miss Frimans war)" والذي صورته سيسيلا كايل، بالاستناد إلى آنا وايتلوك.